# Bugambilias
Bugambilias är en ort i Mexiko.   Den ligger i kommunen Jopala och delstaten Puebla, i den sydöstra delen av landet, 170 km nordost om huvudstaden Mexico City. Bugambilias ligger 660 meter över havet och antalet invånare är 523.
Terrängen runt Bugambilias är kuperad. Runt Bugambilias är det tätbefolkat, med 297 invånare per kvadratkilometer. Närmaste större samhälle är Jopala, 1,2 km söder om Bugambilias. Omgivningarna runt Bugambilias är en mosaik av jordbruksmark och naturlig växtlighet.